# Martín Echarren

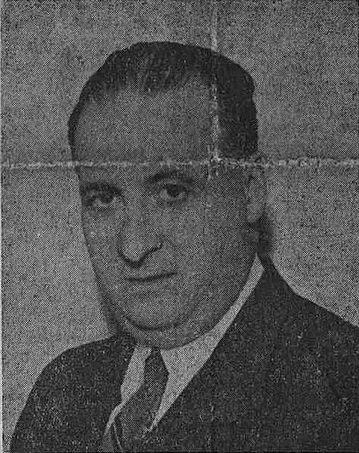
Martín Echarren López

Martín Echarren López (Mar del Plata, 19 de julio de 1889 - Buenos Aires, 4 de enero de 1939) fue un político hispano-argentino.

## Biografía
Era hijo de los navarros Simón Echarren y Fermina López. Aunque nació en Mar del Plata (Provincia de Buenos Aires, Argentina), pasó su juventud en Pamplona, donde fue miembro de la Juventud Carlista, que llegó a presidir. Posteriormente sería vicepresidente del Círculo Carlista de Pamplona, además de secretario de la Junta Regional Tradicionalista de Navarra. Como tal, fue el representante navarro ante el pretendiente Jaime de Borbón y Borbón-Parma en las juntas de la Comunión Tradicionalista que tuvieron lugar en Lourdes, Biarritz y Zaragoza para reorganizar el partido tras la escisión de Juan Vázquez de Mella. En 1922 fue teniente de alcalde jaimista en el Ayuntamiento de Pamplona.
En 1928 regresó a la Argentina, donde entró en contacto con Francisco de Paula Oller y fundó y presidió el Centro Tradicionalista Español de Buenos Aires. Fue el primer secretario del Centro Acción Española, de carácter apartidario, constituido en Buenos Aires en 1932, y del que propugnó que fuese monárquico-carlista debido a que habían sido los tradicionalistas porteños los que lo habían financiado y le habían dado vida. En 1933 fundaría la Agrupación Tradicionalista Española (A.T.E.) de Buenos Aires, de la que fue presidente. Poco antes de su muerte en enero de 1939, Demetrio Climent, delegado de la Comunión Tradicionalista en la Argentina nombrado por el regente Javier de Borbón-Parma, lo había nombrado jefe local de la Comunión con el encargo de reorganizarla.